# Amber English
Amber English, née le 25 octobre 1989 à Colorado Springs, est une tireuse sportive américaine, spécialiste du skeet.

## Carrière
Elle est médaillée d'or en individuel aux Championnats des Amériques de tir 2014 à Guadalajara.
Lors des championnats du monde de Changwon en 2018, elle décroche une médaille de bronze en individuel et une médaille d'or par équipe avec ses partenaires Kim Rhode et Caitlin Connor, établissant un nouveau record du monde avec 355 points. La même année, elle est médaillée d'or en individuel aux Championnats des Amériques de tir 2018 (en) à Guadalajara.
En 2021 aux Jeux de Tokyo, elle finit la qualification en troisième place avec 121/125 mais elle bat en finale la tenante du titre, l'italienne Diana Bacosi, après la sixième série.

## Palmarès

### Jeux olympiques
- Jeux olympiques de 2020 à Tokyo (Japon)
  -  Médaille d'or sur l'épreuve de skeet.

### Championnats du monde
- 2018 à Changwon (Corée du Sud)
  -  Médaille de bronze sur l'épreuve de skeet.
  -  Médaille d'or sur l'épreuve de skeet mixte par équipe.